# Benigno de la Vega-Inclán
Benigno de la Vega-Inclán y Flaquer (Valladolid, 29 de juny de 1858- 6 de gener de 1942) va ser un militar, pintor, viatger i mecenes de l'art espanyol. II Marquès Vega-Inclán.

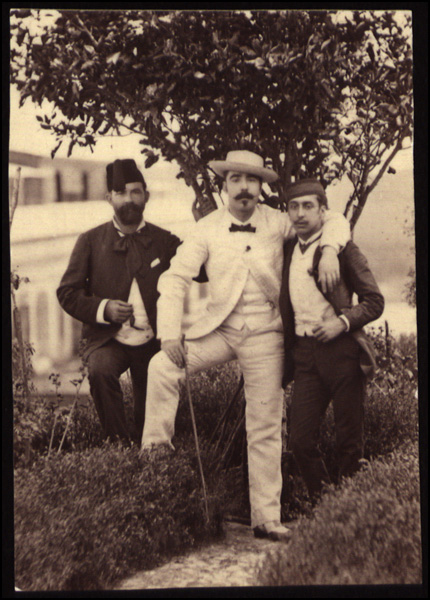
Benigno de la Vega-Inclán a Puerto Rico

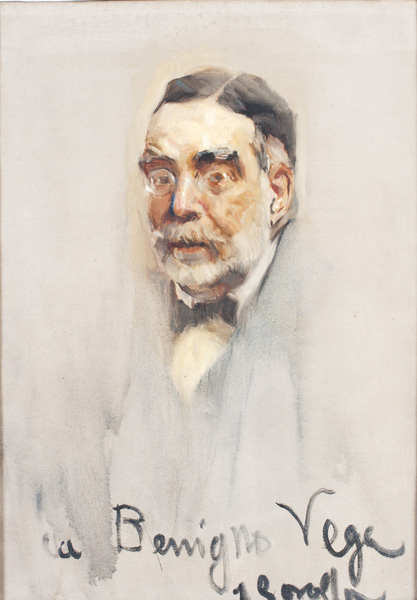
Retrat de Benigno de la Vega-Inclán, per Joaquín Sorolla

Fill del primer Marquès de la Vega-Inclán, el tinent general Miguel de la Vega Inclán y Palma, i d'Elisa Flaquer, filla d'un famós banquer de l'època. Als 13 anys entra a l'Escola de Belles Arts de Madrid, ciutat on resideix. Seguint la tradició familiar, ingressa amb 18 anys en l'exèrcit. Després d'estades a Puerto Rico i el Marroc, abandona la vida militar als 35 anys, passant a la reserva, encara que continuarà ascendint en el grau militar, fins a tinent coronel.
Es va dedicar a viatjar per Europa, vivint 5 anys a París. A les eleccions generals espanyoles de 1910 va ser escollit Diputat de les Corts per Càceres amb el partit liberal progressista de José Canalejas y Méndez. Des de 1911 fins a 1928 va dirigir la "Comissaria Règia del Turisme i de la Cultura Artística". Durant aquesta època crearà i promourà moltes activitats culturals que romanen com a referència encara als nostres dies. El 1926 fou nomenat acadèmic de la Reial Acadèmia de la Història.
Va ser el promotor del Museu d'El Greco, a Toledo, 1911, de la Casa de Cervantes, a Valladolid, 1915, del Museu Romàntic, en Madrid, 1924, i va tenir un destacat paper en la creació del Museu Sorolla. Va ser promotor de la xarxa de Paradors Nacionals de Turisme. Va promoure també la construcció de l'Hotel Alfonso XIII a Sevilla i l'obertura de l'Hotel Ritz i de l'Hotel Palace de Madrid. També va promoure la restauració de la Sinagoga del Tránsito a Toledo i la del Pati del Yeso als Reales Alcázares de Sevilla. Així mateix, va ser vocal del patronat de l'Alhambra. Com a amant de l'art, va ser un dels reivindicadors d'El Greco, al costat de Santiago Rusiñol, Martín Rico, Zuloaga o Cossío. En la primera dècada del segle xx va comprar unes cases en la jueria de Toledo, va contractar Eladio Laredo i van convertir el conjunt en una recreació de la casa d'El Greco.
Passa la Guerra Civil Espanyola a Granada, col·laborant al trasllat dels quadres del Museu del Prado per protegir-los de la contesa. Va morir a Madrid el 6 de gener de 1942.